# Willowdale
Willowdale är en stadsdel i Toronto i Kanada.   Det ligger i provinsen Ontario, i den sydöstra delen av landet, 300 km sydväst om huvudstaden Ottawa. Antalet invånare är 79 440.